# Razorback
Razorback is een Australische horrorfilm uit 1984, geregisseerd door Russell Mulcahy. De film is gebaseerd op de gelijknamige roman uit 1981 van Peter Brennan en draait om de aanvallen van een gigantisch wild zwijn dat de Australische outback terroriseert en mensen doodt en verslindt.

## Rolverdeling
| Acteur           | Personage     |
| ---------------- | ------------- |
| Gregory Harrison | Carl Winters  |
| Arkie Whiteley   | Sarah Cameron |
| Bill Kerr        | Jake Cullen   |
| Chris Haywood    | Benny Baker   |
| David debatteert | Dicko Baker   |
| Judy Morris      | Beth Winters  |
| John Howard      | Danny         |
| John Ewart       | Turner        |

## Prijzen en nominaties
| Jaar | Prijs                               | Categorie                                | Genomineerde(n)                                                                              | Uitslag     |
| ---- | ----------------------------------- | ---------------------------------------- | -------------------------------------------------------------------------------------------- | ----------- |
| 1984 | Australian Cinematographers Society | Cinematograaf van het jaar               | Dean Semler                                                                                  | Gewonnen    |
| 1984 | Australian Film Institute           | Beste prestatie in bewerken              | William M. Anderson                                                                          | Gewonnen    |
| 1984 | Australian Film Institute           | Beste prestatie in cinematografie        | Dean Semler                                                                                  | Gewonnen    |
| 1984 | Australian Film Institute           | Beste scenario, aangepast                | Everett De Roche                                                                             | Genomineerd |
| 1984 | Australian Film Institute           | Beste originele muziek                   | Iva Davies                                                                                   | Genomineerd |
| 1984 | Australian Film Institute           | Beste prestatie op het gebied van geluid | Tim Lloyd, Ron Purvis, Peter Fenton, Phil Heywood, Greg Bell, Helen Brown & Ashley Grenville | Genomineerd |
| 1984 | Australian Film Institute           | Beste prestatie in productieontwerp      | Bryce Walmsley                                                                               | Genomineerd |
| 1985 | Avoriaz Fantastic Film Festival     | Hoofdprijs                               | Russell Mulcahy                                                                              | Genomineerd |